# Alexis Castro (futbolista)
Alexis Castro (Buenos Aires, Argentina; 18 de octubre de 1994) es un futbolista argentino que juega de mediocampista en Estudiantes de La Plata de la Primera División de Argentina.

## Trayectoria
Castro creció en un club del barrio porteño de Palermo llamado Estrella de Maldonado, donde también se crio su padre y por lo que gran parte de su infancia fue allí. Arrancó jugando en las infantiles desde los tres años, y aproximadamente a los siete lo vieron jugar, lo probaron en cancha profesional y siguió hasta el día de hoy.
A los diez años ingresó a la novena del San Lorenzo de Almagro donde jugó durante dos años, para luego en 2011 llegar a Tigre con edad de sexta división en condición de libre.
El 30 de marzo de 2015, hace su debut oficial por el Campeonato de Primera División en el empate 0-0 frente a Defensa y Justicia entrando como titular y saliendo a los 75 minutos por Facundo Sánchez.
El 10 de julio de 2017, se hace oficial el arribo de Castro al San Lorenzo de Almagro.
Luego pasó por Defensa y Justicia, Tijuana de México y Colón de Santa Fe (en donde se consagró campeón), para retornar en 2022 a Tigre (fue luego subcampeón).
El 7 de enero de 2025, luego de la firma de su contrato hasta diciembre de 2026, se convierte oficialmente en jugador de Estudiantes de La Plata. El 1 de marzo de ese mismo año, anota su primer gol en el triunfo de Estudiantes por 2 a 0 ante River Plate en el Estadio Mâs Monumental.

## Estadísticas

### Clubes
Actualizado hasta su último partido disputado el 13 de agosto de 2025.
| Club                              | Div.          | Temporada     | Liga  | Liga  | Liga   | Copas nacionales | Copas nacionales | Copas nacionales | Copas internacionales | Copas internacionales | Copas internacionales | Total | Total | Total  |
| Club                              | Div.          | Temporada     | Part. | Goles | Asist. | Part.            | Goles            | Asist.           | Part.                 | Goles                 | Asist.                | Part. | Goles | Asist. |
| --------------------------------- | ------------- | ------------- | ----- | ----- | ------ | ---------------- | ---------------- | ---------------- | --------------------- | --------------------- | --------------------- | ----- | ----- | ------ |
| Tigre Argentina                   | 1.ª           | 2015          | 6     | 0     | 2      | 1                | 0                | 0                | —                     | —                     | —                     | 7     | 0     | 2      |
| Tigre Argentina                   | 1.ª           | 2016          | 7     | 3     | 0      | 1                | 0                | 0                | —                     | —                     | —                     | 8     | 3     | 0      |
| Tigre Argentina                   | 1.ª           | 2016-17       | 25    | 5     | 0      | —                | —                | —                | —                     | —                     | —                     | 25    | 5     | 0      |
| Tigre Argentina                   | 1.ª           | 2022          | 24    | 2     | 1      | 19               | 3                | 2                | —                     | —                     | —                     | 43    | 5     | 3      |
| Tigre Argentina                   | 1.ª           | 2023          | 22    | 1     | 2      | 12               | 0                | 1                | 6                     | 0                     | 1                     | 40    | 1     | 4      |
| Tigre Argentina                   | Total club    | Total club    | 84    | 11    | 5      | 33               | 3                | 3                | 6                     | 0                     | 1                     | 123   | 14    | 9      |
| San Lorenzo Argentina             | 1.ª           | 2017-18       | 14    | 0     | 2      | 2                | 0                | 0                | 3                     | 0                     | 1                     | 19    | 0     | 3      |
| San Lorenzo Argentina             | 1.ª           | 2018-19       | 4     | 0     | 0      | 2                | 0                | 0                | 2                     | 0                     | 0                     | 8     | 0     | 0      |
| San Lorenzo Argentina             | Total club    | Total club    | 18    | 0     | 2      | 4                | 0                | 0                | 5                     | 0                     | 1                     | 27    | 0     | 3      |
| Defensa y Justicia Argentina      | 1.ª           | 2018-19       | 9     | 1     | 0      | 3                | 0                | 0                | 2                     | 0                     | 0                     | 14    | 1     | 0      |
| Defensa y Justicia Argentina      | 1.ª           | 2019-20       | 14    | 2     | 2      | 2                | 0                | 0                | —                     | —                     | —                     | 16    | 2     | 2      |
| Defensa y Justicia Argentina      | Total club    | Total club    | 23    | 3     | 2      | 5                | 0                | 0                | 2                     | 0                     | 0                     | 30    | 3     | 2      |
| Club Tijuana · México             | 1.ª           | C-2020        | 6     | 2     | 0      | 5                | 0                | 0                | —                     | —                     | —                     | 11    | 2     | 0      |
| Club Tijuana · México             | Total club    | Total club    | 6     | 2     | 0      | 5                | 0                | 0                | 0                     | 0                     | 0                     | 11    | 2     | 0      |
| Colón Argentina                   | 1.ª           | 2021          | 22    | 3     | 1      | 14               | 5                | 2                | —                     | —                     | —                     | 36    | 8     | 3      |
| Colón Argentina                   | Total club    | Total club    | 22    | 3     | 1      | 14               | 5                | 2                | 0                     | 0                     | 0                     | 36    | 8     | 3      |
| Nacional · Uruguay                | 1.ª           | 2024          | 30    | 6     | 6      | 3                | 1                | 0                | 8                     | 2                     | 0                     | 41    | 9     | 6      |
| Nacional · Uruguay                | Total club    | Total club    | 30    | 6     | 6      | 3                | 1                | 0                | 8                     | 2                     | 0                     | 41    | 9     | 6      |
| Estudiantes de La Plata Argentina | 1.ª           | 2025          | 11    | 2     | 0      | 3                | 1                | 0                | 2                     | 0                     | 0                     | 16    | 3     | 0      |
| Estudiantes de La Plata Argentina | Total club    | Total club    | 11    | 2     | 0      | 3                | 1                | 0                | 2                     | 0                     | 0                     | 16    | 3     | 0      |
| Total carrera                     | Total carrera | Total carrera | 194   | 27    | 16     | 67               | 10               | 5                | 23                    | 2                     | 2                     | 284   | 39    | 23     |
| 1. 2.                             |               |               |       |       |        |                  |                  |                  |                       |                       |                       |       |       |        |

## Palmarés

### Campeonatos nacionales
| Título                      | Club     | País      | Año  |
| --------------------------- | -------- | --------- | ---- |
| Copa de la Liga Profesional | Colón    | Argentina | 2021 |
| Torneo Intermedio           | Nacional | Uruguay   | 2024 |